# Prix Gustave-Le-Métais-Larivière
Le prix Gustave-Le-Métais-Larivière est un ancien prix de littérature de l'Académie française décerné de 1950 à 1985.

## Historique
Le prix littéraire est attribué de 1950 à 1985.
Le prix Gustave Le Métais-Larivière : est un « Prix annuel de littérature non inférieur à 50 000 francs par an ».

## Liste des lauréats

### Années 1950
- 1950 : Gaëtan Bernoville, pour l'ensemble de son œuvre[2] ; Luc Durtain, pour l'ensemble de son œuvre[3],
- 1951 : Gustave Cohen, pour l'ensemble de son œuvre[4] ; Albert Dauzat, pour l'ensemble de son œuvre[5] ; M. Alexandre Nicolaï[6],
- 1952 : Auguste Dupouy, pour l'ensemble de son œuvre[7] ; Lucien Fabre[8] ; Paul Fort[9] ; Pierre Grosclaude[10],
- 1953 : Jean Bonnerot[11] ; Elian Judas Finbert, pour l'ensemble de son œuvre[12],
- 1954 : Jean Hytier[13] ; André Mabille de Poncheville, pour Vie de Verhaeren[14] ; M. Parturier[15],
- 1955 : Gérard d'Houville[16] ; George-Day[17] ; Albert Mousset[18],
- 1956 : Émile Joppin, pour l'ensemble de son œuvre[19] ; Madeleine Saint-René Taillandier, pour l'ensemble de son œuvre[20] ; Géraud Venzac, pour ses ouvrages sur Victor Hugo[21],
- 1957 : Guy Chastel, pour l'ensemble de son œuvre[22] ; Paul Leclère, pour l'ensemble de son œuvre[23] ; Fernand Lequenne, pour l'ensemble de son œuvre[24] ; Henri Pourrat, pour l'ensemble de son œuvre[25],
- 1958 : André George[26] ; J.-A. Grégoire[27] ; René Herval[28],
- 1959 : Agnès de La Gorce, pour l'ensemble de son œuvre[29] ; Robert Mallet, pour l'ensemble de son œuvre[30],

### Années 1960
- 1960 : Fernand Hayward, pour l'ensemble de son œuvre[31] ; Charles Mauron, pour l'ensemble de son œuvre[32],
- 1961 : Louis Chaigne, pour l'ensemble de son œuvre[33],
- 1962 : Marie Mauron, pour Mes grandes heures de Provence[34],
- 1963 : Ignace Legrand, pour l'ensemble de son œuvre[35],
- 1964 : Georges-Emmanuel Clancier, pour l'ensemble de son œuvre[36] ; comtesse Marthe de Fels, pour l'ensemble de son œuvre[37]
- 1965 : Maurice Andrieux, pour La Sicile ; Marie Canavaggia, pour la Traduction d’Autobiographie de John Cooper Powys ; Aurel David, pour La Cybernétique et l’Humain ; Maurice Dommanget, pour Le Curé Meslier ; Georges Lubin, pour l'Édition de la Correspondance de George Sand
- 1966 : Marthe Bibesco, pour l'ensemble de son œuvre ; Georges-Emmanuel Clancier, pour l'ensemble de son œuvre ; Anatole Rivoallan, pour Présence des Celtes
- 1967 : Victor Del Litto, pour l'Édition des Œuvres de Stendhal ; René Journet et Guy Robert, pour l'Édition critique des œuvres de Victor Hugo ; Pierre Lafue, pour l'ensemble de ses travaux ; Dr Fernand Méry, pour Le Chat ; Marianne Monestier, pour Femmes d’hier, de demain, d’ici et d’ailleurs
- 1968 : Jean Charles Payen, pour Le Motif du repentir dans la littérature française médiévale ; Jean Touchard, pour La Gloire de Béranger ; Jacques Van den Heuvel, pour Voltaire dans ses Contes
- 1969 : Yves Gandon, pour l'ensemble de son œuvre ; Jean Sgard, pour Prévost romancier ; Laurent Versini, pour Laclos et la tradition

### Années 1970
- 1970 : Marie-Claire Bancquart et Lucien Scheler, pour l'Édition des Œuvres complètes, de Jules Vallès
- 1972 : Marie-Jeanne DURRY, pour l'ensemble de son œuvre
- 1973 : Marc Bernard, pour l'ensemble de son œuvre ; Stanislas Fumet, pour l'ensemble de son œuvre
- 1974 : François Chalais, pour l'ensemble de son œuvre
- 1975 : André Georges, pour l'ensemble de son œuvre
- 1976 : Henri Thomas, pour l'ensemble de son œuvre
- 1977 : Louis Le Guillou, pour l'Édition de la Correspondance de Lamennais
- 1978 : Béatrix d'Andlau, Pierre Christophorov et Pierre Riberette, pour l'Édition de la Correspondance générale de Chateaubriand
- 1979 : Jean Cuisenier, pour la Collection Récits et Contes populaires

### Années 1980
- 1980 : Jacques Perry, pour l'ensemble de son œuvre
- 1981 : Daniel Aranjo, pour Paul-Jean Toulet (1867-1920) ; François Léger, pour La jeunesse d’Hippolyte Taine
- 1982 : Jacques Brenner, pour le Tableau de la vie littéraire en France d’avant-guerre à nos jours ; Alain Plantey, pour La négociation internationale. Principes et méthodes
- 1983 : Louis Le Guillou, pour le Dossier sur la condamnation de Lamennais
- 1984 : Pierre Boutang, pour Maurras, la destinée et l’œuvre ; Charles Dédéyan, pour l'ensemble de son œuvre
- 1985 : Jean Cau, pour Croquis de mémoire ; Gabrielle Rolin, pour Souriez, ne bougez plus